# Santiago Jiménez Luque
Santiago «Santi» Jiménez Luque (Málaga, 12 de enero de 1993) es un futbolista español que juega en el C. D. Badajoz de la Tercera Federación como extremo izquierdo.

## Carrera
Hizo su debut como sénior con el filial del Real Betis en la temporada 2011-12, en Segunda División B. En agosto de 2012, Luque se trasladó al San Roque de Lepe de Tercera División. Apareció más regularmente con el equipo, pero se mudó al Ronda de Tercera División en el verano de 2013. El 1 de febrero de 2014, Luque se unió al C. D. Tenerife B, también de Tercera División. El 14 de febrero de 2015 jugó su primer partido como profesional, sustituyendo al jugador Víctor García en la segunda mitad en un empate 1-1 ante el C. D. Mirandés, en Segunda División. El 23 de julio de 2015 fue cedido al Algeciras de Tercera División. El 7 de agosto del año siguiente, fue cedido a la U. D. Melilla, en forma de cesión. El 5 de agosto de 2017, Luque firmó un contrato de dos años con el Lorca F. C. de Segunda División, después de cortar los lazos con los tinerfeños. Diez días más tarde, fue cedido al Recreativo de Huelva por un año. El 18 de enero de 2018, la cesión de Luque fue interrumpida y volvió al Lorca.El 29 de agosto de 2024 ficha por el C.D. Badajoz. 

## Trayectoria
| Período         | País      | Equipo                     | Partidos | Goles |
| 2012            | España    | Betis Deportivo            | 9        | 1     |
| 2012–2013       | España    | C. D. San Roque de Lepe    | 19       | 0     |
| 2013–2014       | España    | C. D. Ronda                | 11       | 1     |
| 2014–2015       | España    | C. D. Tenerife B           | 38       | 8     |
| 2015–2017       | España    | C. D. Tenerife             | 1        | 0     |
| 2015–2016       | España    | → Algeciras C. F. (cesión) | 35       | 3     |
| 2016–2017       | España    | → U. D. Melilla (cesión)   | 34       | 6     |
| 2017–2018       | España    | Lorca F. C.                | 1        | 0     |
| 2017–2018       | España    | → Recreativo (cesión)      | 16       | 0     |
| 2018–2019       | España    | Écija Balompié             | 15       | 2     |
| 2019            | España    | Salamanca CF UDS           | 14       | 1     |
| 2019            | Paraguay  | Club Guaraní               |          |       |
| 2020            | España    | RB Linense                 | 8        | 1     |
| 2020-2021       | España    | Alhaurín de la Torre CF    | 16       | 1     |
| 2021-2023       | España    | CD Coria                   | 65       | 7     |
| 2023            | Gibraltar | Lincoln Red Imps FC        | 2        | 0     |
| 2023-2024       | España    | El Palo FC                 | 31       | 2     |
| 2024-Actualidad | España    | CD Badajoz                 |          |       |